# Ablemma ruohomaekii
Ablemma ruohomaekii är en spindelart som beskrevs av Pekka T. Lehtinen 1981. Ablemma ruohomaekii ingår i släktet Ablemma och familjen Tetrablemmidae.
Artens utbredningsområde är Thailand. Inga underarter finns listade i Catalogue of Life.